# كاتدرائية البشارة (الإسكندرونة)

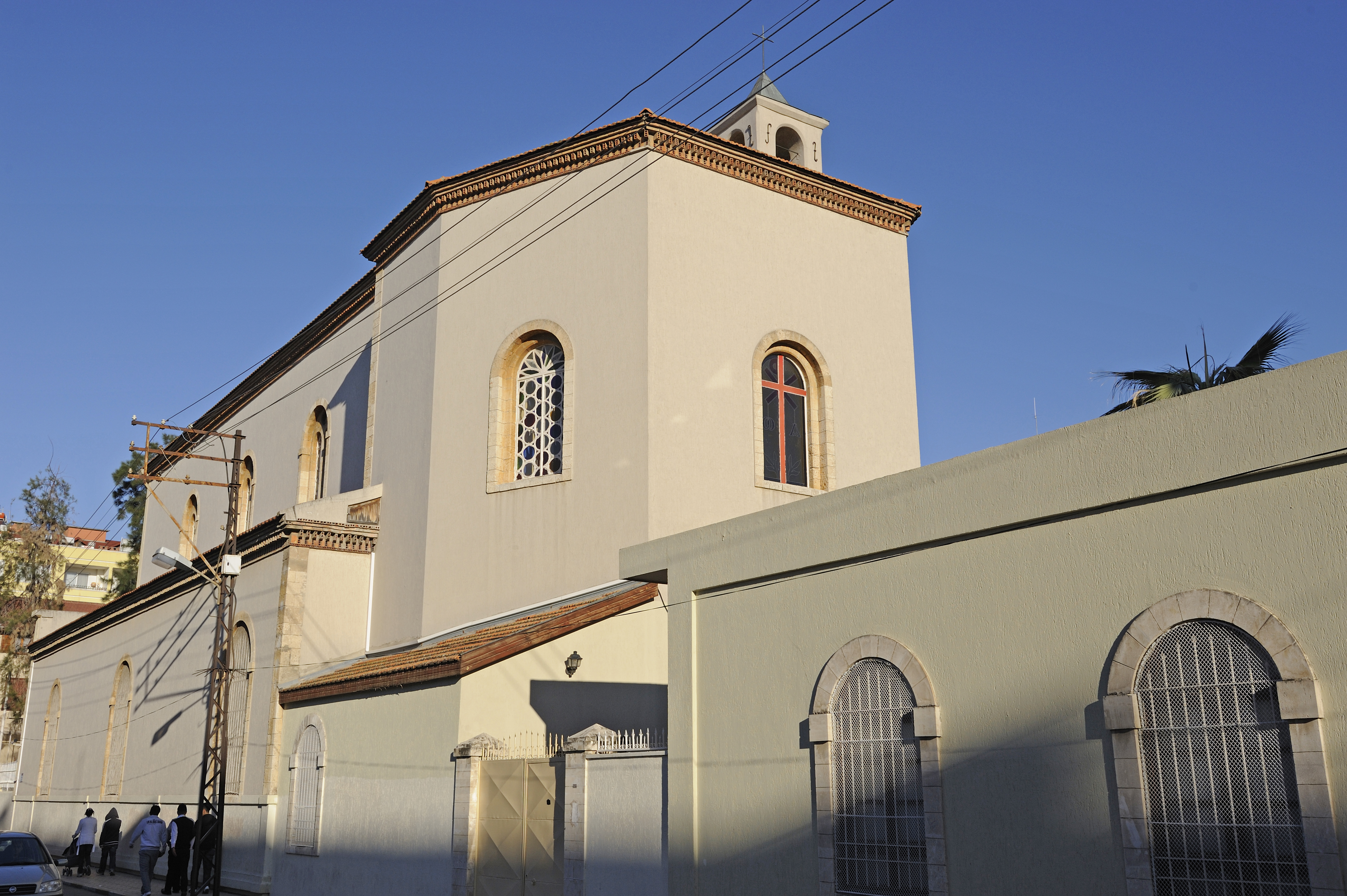
كنيسة البشارة الكاثوليكية في مدينة الإسكندرونة.

كاتدرائية البشارة والمعروفة أيضًا باسم كنيسة الإسكندرونة الكاثوليكية (بالتركيَّة: Iskenderun katolik kilisesi) هي عبارة عن مبنى ديني يتبع الكنيسة الكاثوليكية، وأصبحت الكاتدرائية مركز وحاضنة القاصد الرسولي في الأناضول في مدينة الإسكندرونة.
بنيت الكنيسة بين السنوات 1858-1871 من قبل الرهبان الكرمليين. بعد اندلاع حريق في 1887 تم بناؤها بين عامي 1888-1901. حاليًا المسؤول عن الكاتدرائية هم من الرهبان الفرنسيسكان (منذ عام 2003).